# Maya Unger
Maya Unger (* 6. Juni 1995 in Wien) ist eine österreichische Schauspielerin.

## Leben
Maya Unger wurde 1995 als Tochter der Regisseurin und Drehbuchautorin Mirjam Unger und des Regisseurs und Produzenten Antonin Svoboda in Wien geboren.
Für ihre Darstellung der Sara im Spielfilm Spiele Leben ihres Vaters wurde sie 2006 für einen Undine Award als beste Filmdebütantin nominiert. In der Spielsaison 2016/17 spielte sie mit dem Jungen Burg Ensemble des Wiener Burgtheater in Wiener Brut Unlimited und mit dem Jungen Volkstheater am Wiener Volkstheater in GrenzgängerInnen.
2017 begann sie ein Schauspielstudium am Max Reinhardt Seminar, das sie 2021 abschloss. Rollenunterricht erhielt sie bei Regina Fritsch, Maria Happel, Petra Luisa Meyer und Roland Koch.
2018 war sie im Coming-of-Age-Drama L’Animale von Katharina Mückstein als Evita zu sehen. In der im Dezember 2020 erstausgestrahlten Episode Unten der Fernsehreihe Tatort von Regisseur Daniel Prochaska hatte sie an der Seite von Michael Steinocher eine Hauptrolle als Obdachlose und Drogenabhängige, Tina Kranzinger. Am Filmfestival Max Ophüls Preis 2021 prämierte der mittellange Film Magda fährt Motorrad von Lisa Hasenhütl mit Unger in der Titelrolle.
Anfang 2021 stand sie für Dreharbeiten zur ORF/BR-Komödie Der weiße Kobold unter der Regie von Marvin Kren an der Seite von Frederick Lau als Künstleragentin Ema Dragovic vor der Kamera. Im Rahmen der Romyverleihung 2021 wurde sie für eine Publikumsromy in der Kategorie Beliebtester Nachwuchs weiblich nominiert. In der ab September 2021 erstmals ausgestrahlten dritten Staffel der ORF-Serie Walking on Sunshine übernahm sie die Rolle der Praktikantin Madeleine.
In dem im September 2022 am Zurich Film Festival uraufgeführten Kinofilm Vamos a la playa von Bettina Blümner verkörperte sie an der Seite von Leonard Scheicher und Victoria Schulz als Judith eine der Hauptrollen.
Im Spielfilm Persona Non Grata über Nicola Werdenigg wurde sie 2022 als deren Tochter besetzt.
Im Spielfilm Islands von Jan-Ole Gerster spielte sie die Rolle der Pauline, während sie in der ARD/ORF-Serie Kafka unter der Regie von David Schalko als Mitzi zu sehen war. Im Fernsehfilm Mord in Wien – Der letzte Bissen spielte sie Judith Zimmel, und im Kinofilm Wer wir einmal sein wollten von Özgür Anil übernahm sie die Rolle der Clara. Des Weiteren spielte sie in der Netflix-Serie Crooks  die Rolle der Nina Oblomow unter der Regie von Marvin Kren.
2024 spielte sie im ZDF-Fernsehfilm Rosenthal die Figur der Rebecca Grodzinski, während sie in der zweiten Staffel der ARD/ORF-Serie Tage, die es nicht gab zusammen mit Rick Kavanian mitwirkte. In Schöne Seelen von Tom Schreiber verkörperte sie an der Seite von August Diehl und Josef Hader eine der Hauptfiguren.
Maya Unger wirkte auch in Theaterprojekten mit, darunter Chechov Fast and Furious bei den Wiener Festwochen und Fever beim steirischen Herbst.

## Filmografie (Auswahl)
- 2005: Spiele Leben
- 2018: L’Animale (Kinofilm)
- 2019: Zufall & Notwendigkeit (Life Between the Exit Signs) (Kurzfilm)
- 2020: Tatort: Unten (Fernsehreihe)
- 2021: Magda fährt Motorrad (Mittellanger Film)
- 2021: Walking on Sunshine (Fernsehserie)
- 2022: Stadtkomödie – Der weiße Kobold (Fernsehreihe)
- 2022: Vamos a la playa (Kinofilm)
- 2023: Wer wir einmal sein wollten (Kinofilm)
- 2024: Persona Non Grata (Kinofilm)
- 2024: Kafka (Fernsehserie)
- 2024: Crooks (Fernsehserie)
- 2025: Rosenthal (Fernsehfilm)
- 2025: Mord in Wien – Der letzte Bissen (Fernsehreihe)
- 2025: Islands (Kinofilm)
- 2025: Schöne Seelen[22] (Kinofilm)

## Hörspiele (Auswahl)
- 2020: Sibylle Berg: Hauptsache Arbeit (Frau) – Bearbeitung und Regie: Harald Krewer (Hörspielbearbeitung – ORF)
- 2024: „Harmonie“[23] ein Fall für Dattinger und Kastner.

## Auszeichnungen und Nominierungen
Undine Award 2006
- Nominierung als beste Filmdebütantin für Spiele Leben[1]

Romyverleihung 2021
- Nominierung in der Kategorie Beliebtester Nachwuchs weiblich[14]

Achtung Berlin Filmfestival 2023
Auszeichnung beste darstellerische Leistung für Vamos a la Playa